# Manuel Sá Pessoa
Manuel Sá Pessoa (* 1980 in Lissabon) ist ein portugiesischer Schauspieler.

## Leben
Manuel Sá Pessoa wurde als Sohn eines Angestellten der portugiesischen Fluggesellschaft TAP Portugal geboren. Seine Schauspielausbildung absolvierte er am Lee Strasberg Theatre and Film Institute in New York, wo Mauricio Bustamante, Chat Burton und Lola Cohen seine Lehrer waren. Außerdem besuchte er verschiedene Workshops in den Bereichen Tanz und Improvisation.
Mit dem Kinderstück As Viagens de Tomé gab er im Jahr 2000 am Teatro Há-de-ver sein Debüt als Theaterschauspieler. 2010 gastierte er am Teatro Nacional D. Maria II in Lissabon in Rei Édipo von Sophokles. Er hatte außerdem Theaterengagements im Auditório Camões, im Centro Cultural Vila-Flor, am Teatro de Carnide (2009), bei den „Artistas Unidos“ und bei der „Grupo Cassefaz“ (Cassefaz Produções). Am Theater arbeitete er u. a. mit Ricardo Gageiro, Eduardo Alves, Ana Tamen und Martim Pedroso zusammen.
Manuel Sá Pessoa übernahm durchgehende Rollen in zahlreichen portugiesischen Fernsehserien. In der TV-Serie Mistura Fina (2004–2005) verkörperte er als Luís Gustavo Côrte-Real einen jungen, spielerischen Charakter, der ständig in Abenteuer verwickelt wird. Im Kinofilm Fin de Curso (2005) des spanischen Regisseurs Miguel Martí (* 1971) hatte er die Rolle des Studenten Raúl. In der ZDF-Reihe Kreuzfahrt ins Glück (2017) spielte er, an der Seite von Laura Preiss, Paula Schramm und Jonas Laux, den portugiesischen Verehrer und Gitarristen Leandro.
Außerdem arbeitete Manuel Sá Pessoa regelmäßig als Werbedarsteller, u. a. für die portugiesische Biermarke Sagres an der Seite des brasilianischen Top-Models Daniela Cicarelli und als Model. Im Alter von neun Jahren stand er erstmals für Werbeaufnahmen vor einer Kamera.
Manuel Sá Pessoa ist seit seinem 19. Lebensjahr begeisterter Surfer. Er war einige Jahre mit Sandra Barata Belo, der Protagonistin der portugiesischen Seifenoper Perfeito Coração, liiert; das Paar trennte sich 2010. Manuel Sá Pessoa lebt in Lissabon.

## Filmografie
- 2002: Two (Kurzfilm); R: Francisco Moules
- 2004: Maré Alta (Fernsehserie)
- 2004: Só Gosto De Ti (Fernsehserie)
- 2004–2005: Mistura Fina (Fernsehserie)
- 2005: Fin de Curso; R: Miguel Martí
- 2005: O Crime do Padre Amaro; R: Carlos Coelho da Silva
- 2005: Uma Aventura: Uma Aventura nas Férias da Páscoa (Fernsehserie, eine Folge: Uma Aventura nas Férias da Páscoa )
- 2006: The Other Half; R: Richard Nockles, Marlowe Fawcett
- 2006: Morangos com Açúcar (Fernsehserie)
- 2006: 20,13; R: Joaquim Leitão
- 2006–2008: Aqui Não Há Quem Viva (Fernsehserie)
- 2007: Conta-me Como Foi (Fernsehserie, eine Folge: Mini, Maxi, Ultra)
- 2007: Floribella (Fernsehserie)
- 2009: A Minha Família (Fernsehserie, eine Folge: Ida à Ópera)
- 2010: O Inimigo Sem Rosto; R: José Farinha
- 2010: Batalha dos Atoleiros; R: Johan Schelfhout
- 2011: Liberdade 21 (Fernsehserie, eine Folge: Folge 10, Staffel 2)
- 2013: Música Maestro (Fernsehserie)
- 2013: Bem-Vindos a Beirais (Telenovela, eine Folge: Há Gente que Odeia Portões)
- 2013–2014: Camada de Nervos (Fernsehserie, vier Folgen)
- 2014: O Beijo do Escorpião (Fernsehserie, zwei Folgen: Folgen 91 und 92)
- 2014–2015: Mar Salgado (Telenovela)
- 2016–2017: Rainha das Flores (Telenovela)
- 2017: Kreuzfahrt ins Glück: Hochzeitsreise nach Lissabon (Fernsehreihe)
- 2017: Amor Amor; R: Jorge Cramez
- 2020: Terra Nova; R: Artur Ribeiro (auch Fernseh-Mehrteiler)
- 2021: As Cinzas da Mãe (Fernsehfilm); R: José Farinha